# Claudia Presăcan
Claudia Presăcan, née le 28 décembre 1979 à Sibiu, est une gymnaste roumaine de niveau international qui a participé à des compétitions majeures entre 1994 à 2000.
Elle a remporté cinq titres importants par équipe avec la sélection roumaine : trois médailles d'or aux Championnats du monde de gymnastique artistique, un titre olympique aux Jeux de 2000 à Sydney et une victoire européenne. À titre individuel, elle a notamment remporté deux médailles de bronze aux championnats d'Europe.

## Biographie

### Débuts
Claudia Maria Presăcan est né à Sibiu, ses parents Adrian et Eugina l'inscrivent dans un club de gymnastique à quatre ans. En 1993, elle s'entraîne au centre d'entraînement des juniors à Bucarest et commence les compétitions internationales la même année, elle se place troisième au concours général et gagne deux médailles d'argent au tournoi junior de Top Gym à Charleroi en Belgique. En 1994, elle participe aux championnats européens juniors, où elle remporte la médaille d'or au sol.

### Carrière senior
En 1994, Claudia Presăcan participe dorénavant aux compétitions seniors, se présentant aux Championnats du monde de gymnastique artistique à Dortmund avec l'équipe nationale roumaine où elle contribue à la victoire au concours par équipes. De nouveau, en 1995, elle participe à l'effort collectif menant à la médaille d'or par équipe aux Championnats du monde de gymnastique artistique à Sabae. En 1996, à la suite d'une fracture de la main, elle ne participe pas aux Jeux olympiques à Atlanta.
L’année suivante, Claudia Presăcan revient à la compétition, remportant sa troisième médaille d'or par équipe aux Championnats du monde à Lausanne, où elle atteint aussi trois finales individuelles, obtenant son meilleur résultat aux barres asymétriques avec une 5e place. En 1998, les championnats d'Europe à Saint-Petersbourg lui permettent d'obtenir un nouveau titre par équipes mais également deux médailles de bronze individuelles, au concours général et aux barres asymétriques.
De nouvelles blessures l'éloignent des compétitions durant l'année 1999, mais elle retrouve sa place à temps dans l'équipe nationale pour les Jeux olympiques de 2000 à Sydney. Elle contribue alors à gagner le titre olympique par équipe et arrive également à se qualifier en finale pour l'épreuve de la poutre où elle termine quatrième, au pied du podium.
Après les Jeux, Claudia Presăcan découvre qu'elle souffre d'anémie aigüe,.

### Retraite sportive
En 2000, Claudia Presăcan se retire de la gymnastique, elle a une brève carrière dans l'aviron, en tant que barreuse pour l'équipe roumaine d'aviron en 2001 lors des Jeux universitaires[Quoi ?],,.
En 2002, Claudia Presăcan et ses anciennes partenaires Corina Ungureanu et Lavinia Miloșovici provoquent une controverse en posant nues dans un photobook japonais intitulé LCC Gold, et en exécutant des exercices de gymnastique en topless pour les DVD japonais Gold Bird et Euro Angels. Les photographies du photobook et des DVD sont publiées dans le Shūkan Gendai, un magazine japonais, et une version DVD intitulée 3 Gold Girls est disponible en Allemagne en 2004. Parce qu'elles ont posé avec le maillot national sans autorisation, la Fédération roumaine de gymnastique leur interdit d'exercer tout poste d'entraîneur ou de juge dans leur pays pour une période de cinq ans,.
Claudia Presăcan occupe ensuite un poste d'entraîneuse de gymnastique avec Corina Ungureanu dans l'île de Man.

## Palmarès

### Jeux olympiques
- Sydney 2000
  -  médaille d'or au concours par équipes
  - 4e à la poutre

### Championnats du monde
- Dortmund 1994
  -  médaille d'or au concours par équipes

- Sabae 1995
  -  médaille d'or au concours par équipes

- Lausanne 1997
  -  médaille d'or au concours par équipes
  - 5e aux barres asymétriques
  - 6e au sol
  - 8e au concours général individuel

### Championnats d'Europe
- Saint-Petersbourg 1998
  -  médaille d'or au concours par équipes
  -  médaille de bronze au concours général individuel
  -  médaille de bronze aux barres asymétriques

### Autres compétitions
- Tournoi de Top Gym de Charleroi :  médaille d'argent
- Championnat européen junior :  médaille d'or au sol
- Championnat international par équipe :  médaille d'or par équipe
- Championnat national de 1997 :  médaille d'or au concours général,  médaille d'or aux barres asymétriques, 3rd à la poutre,  médaille d'argent au sol
- Championnat de gymnastique artistique de 1998 :  médaille d'argent par équipe
- Championnat international par équipe de 1998:  médaille d'argent par équipe
- Championnat national de 1999 :  médaille d'or a à la poutre
- Championnat international par équipe de 1999 :  médaille d'or par équipe
- Championnat national de 2000 :  médaille d'argent à la poutre